# Un cheval dans la salle de bains
Un cheval dans la salle de bains (titre original : Dirk Gently's Holistic Detective Agency) est le premier roman de la série Dirk Gently, détective holistique, écrit par le romancier britannique Douglas Adams en 1987 puis publié en France en 2003 (traduction de Jean Rosenthal).

## Synopsis
Le Moine électrique, humanoïde venu d'un autre monde, assassine Gordon Way dans la campagne britannique, sans se rendre compte que dans ce monde les gens assassinés meurent vraiment.
Richard MacDuff, employé et ami de Gordon Way, soupçonné du meurtre, tente de comprendre et de prouver ce qui s'est réellement passé avec l'aide de Dirk Gently, détective un peu particulier, et de Reg, un très ancien professeur d'université.

## Résumé et grandes lignes du roman
Richard MacDuff, un informaticien travaillant sous MacIntosh, gaucher (deux caractéristiques qu'il partage avec Douglas Adams, l'auteur), se retrouve impliqué dans une affaire de meurtre. En effet, Gordon Way, son patron, ami et beau-frère, a été assassiné. Un vieil "ami", Dirk Gently, devenu détective privé, se propose alors de l'aider. Gently (de son vrai nom Svlad Cjelli) est un détective un peu spécial : il croit à l'"interconnexion fondamentale entre toute chose", ce qui revient plus ou moins à appliquer des principes de mécanique quantique à une échelle humaine ; il explique par exemple à une cliente qui l'a embauché pour retrouver son chat que "la fonction d'onde" de son félin "s'est peut-être écroulée" (s'ensuit une discussion sur l'expérience du Chat de Schrödinger, d'où l'histoire de chat à fonction d'onde est tirée).
Gently s'est également forgé une réputation de voyant, bien qu'il nie farouchement avoir le moindre pouvoir et expliquant à qui veut l'entendre - à savoir, pas grand monde - que cette histoire de don de prémonition n'est qu'une énorme coïncidence.
Une des prouesses de l'auteur dans ce roman est de créer un scénario plausible (si l'on admet l'existence des fantômes), qui selon le point de vue, peut effectivement montrer Richard comme le meurtrier "idéal" (un mobile, pas d'alibi, etc). Néanmoins, Richard est innocent puisqu'au moment du meurtre il avait une entrevue avec Reg, son ancien directeur d'études. Reg, professeur de chronologie, se révèle en fait être un voyageur temporel : il a créé une machine qui lui permet de voyager dans le temps, lui permettant d'effectuer des tours de magie a priori impossibles, et d'influencer le cours global du monde (il sauve l'espèce des Cœlacanthes, mais condamne celle des Dodos involontairement).
C'est cette machine - dont Dirk avait supposé l'existence - qui permettra de résoudre l'affaire : le meurtrier est un Moine Électrique, un humanoïde extraterrestre débarqué sur Terre lors d'un crash de vaisseau à la naissance de la terre, il y a environ 4 milliards d'années. L'ingénieur qui le possédait, mort en tentant de redécoller, erre en tant que fantôme sur Terre depuis ce temps-là. Il tente de posséder divers personnages (dont Richard et Reg), car il voit dans la machine à remonter dans le temps une occasion de réparer son vaisseau. À la fin du livre, Dirk, Richard, Reg et Michael (dernière personne possédée par l'ingénieur) l'en empêchent, puisque c'est le crash du vaisseau qui a créé la vie sur Terre.
PS : la musique est un thème sous-jacent permanent dans le roman ; Douglas Adams était en effet mélomane. Ainsi, Richard MacDuff travaille sur un programme censé tirer une musique des chiffres de la comptabilité d'une entreprise. De la même manière, on voit que Mickael, personnage secondaire, devient possédé par l'ingénieur extraterrestre lorsqu'il se met à écouter vraiment la musique qu'il avait en fond sonore. Susan, la sœur de Gordon Way, et la petite amie de Richard, est violoncelliste professionnelle. Et lors d'un voyage temporel, Richard se retrouve sur Terre au moment de son apparition et entend alors la musique originelle (celle de la Vie, de l'Univers et du Reste, peut-être).

## Thèmes
- L'informatique et l'absurdité de certaines pratiques dans ce marché.
- La mort et ce qui se passe après. On retrouve ici un thème souvent traité, et de la même façon, chez Terry Pratchett.
- Voyages dans le temps, uchronie, Chat de Schrödinger
- Poèmes de Samuel Taylor Coleridge

## Personnages
- Svlad Cjelli, alias Dirk Gently, détective holistique
- Richard MacDuff, informaticien
- Professeur Urban Chronotis, dit « Reg », titulaire de la Chaire royale de chronologie
- Gordon Way, richissime PDG de Way Forward Technologies, société d'informatique
- Susan Way, sœur de Gordon et petite amie de Richard
- Le Moine électrique
- Michael Wenton Weakes, riche héritier d'un empire de la presse écrite britannique qui passe son temps à dilapider la fortune familiale

## Autour du roman
- Coleridge a été interrompu juste après le rêve qui lui inspira Kubla Khan, par une personne venu de Porlock .

Dans le roman, cette personne n'est autre de Dirk, alors que Coleridge était possédé par le fantôme avant l'écriture de 
la ballade du vieux marin. 
- La scène du train est une parodie des premiers vers de la ballade du vieux marin.
- Le professeur Chronotis est le responsable de la disparition des Dodos, en tentant de sauver les cœlacanthes.
- Le cœlacanthe est un poisson préhistorique qui a traversé les âges. On croyait la race éteinte jusqu'en 1938 où un individu a été péché en Afrique du Sud.